# 貢氏臼齒麗鯛
貢氏臼齒麗鯛為輻鰭魚綱鱸形目隆頭魚亞目慈鯛科的其中一種，分布於非洲馬拉威湖流域，體長可以達20公分，棲息在沙底質水域，生活習性不明，可以作為觀賞魚。

## 擴展閱讀
維基物種上的相關：貢氏臼齒麗鯛